# Cystidia lithosiaria
Cystidia lithosiaria là một loài bướm đêm trong họ Geometridae.